# Louis (abbé de Saint-Denis)
Pour les articles homonymes, voir Louis (prénom).
Louis, né vers 800, mort en 867, était un prélat du royaume de Francie occidentale.

## Biographie

### Famille et formation
Il était un fils illégitime du comte Rorgon Ier du Maine et de sa maîtresse Rotrude (v.775-† 810), elle-même fille de Charlemagne. 
Il fut élevé avec Loup de Ferrières (v. 805 - 862) à l'abbaye Saint-Pierre et Saint-Paul de Ferrières-en-Gâtinais.

### Carrière politique et ecclésiastique
Il fut chancelier de son oncle Louis Ier le Pieux, puis de Charles le Chauve de 840 à 867. Ce dernier le fit abbé de trois abbayes : Saint-Denis, Saint-Riquier et Saint-Wandrille. 
En 858, son demi-frère Gauzlin (834-886), évêque de Paris et lui, furent capturés par les Vikings qui les libèrent après versement d'une énorme rançon.